# Joanna María Condesa Lluch
Juana Maria Condesa Lluch (ur. 30 marca 1862 w Walencji, zm. 16 stycznia 1916 tamże) – hiszpańska błogosławiona Kościoła katolickiego.

## Życiorys
Pochodziła z pobożnej bogatej rodziny. Poczuła powołanie do życia zakonnego i wkrótce otworzyła szkołę dla dzieci i kobiet. Założyła zgromadzenie Sióstr Służebniczek Niepokalanego Poczęcia Patronki Pracowników, zmarła w opinii świętości. Zgromadzenie zostało ostatecznie zatwierdzone przez papieża Piusa XII w dniu 27 stycznia 1947 roku.
Została beatyfikowana przez papieża Jana Pawła II w dniu 23 marca 2003 roku.